# Lotta senza quartiere (serie televisiva)
Lotta senza quartiere (Cain's Hundred) è una serie televisiva statunitense in 30 episodi trasmessi per la prima volta nel corso di una sola stagione dal 1961 al 1962.

## Trama
Nicholas "Nick" Cain è un avvocato che difende i boss della criminalità organizzata. Dopo essersi fidanzato, Cain decide di lasciare la sua occupazione al servizio del mondo del crimine ma un boss della mafia uccide la sua fidanzata, Stella. Cain decide quindi di collaborare con l'FBI per trovare e portare i criminali davanti alla giustizia. Cain infatti conosce i gruppi di mala e la sua struttura ed ha a disposizione i segreti di oltre 100 tra i più importanti boss in circolazione.

## Personaggi
- Nicholas 'Nick' Cain (30 episodi, 1961-1962), interpretato da	Peter Mark Richman.
- Harry Deiner (3 episodi, 1961-1962), interpretato da	Gavin MacLeod.
- Chris Narleski (3 episodi, 1961-1962), interpretato da	Ted de Corsia.
- Ed Hoagley (2 episodi, 1961-1962), interpretato da	Ed Begley.
- George Vincent (2 episodi, 1961), interpretato da	Martin Gabel.
- Hank Shannon (2 episodi, 1962), interpretato da	Robert Culp.
- Frank Neehan (2 episodi, 1961-1962), interpretato da	Telly Savalas.
- Dave Braddock (2 episodi, 1961-1962), interpretato da	Harold J. Stone.
- Phil Krajac (2 episodi, 1961), interpretato da	Phillip Pine.
- Howard Douglas (2 episodi, 1961-1962), interpretato da	Philip Abbott.
- Bobbie (2 episodi, 1961), interpretata da	Gloria Talbott.
- Joe Sherman (2 episodi, 1961-1962), interpretato da	Ivan Dixon.
- Stella (2 episodi, 1961), interpretata da	Carol Eve Rossen.
- George Forbes (2 episodi, 1961-1962), interpretato da	Milton Selzer.
- Berengeri (2 episodi, 1962), interpretata da	Penny Santon.
- Leonard Mead (2 episodi, 1961), interpretato da	Judson Pratt.
- Garcia (2 episodi, 1961-1962), interpretato da	Eugene Iglesias.
- Herman Hausner (2 episodi, 1961), interpretato da	Philip Ober.
- Eddie Light (2 episodi, 1961-1962), interpretato da	Bruce Dern.
- Al Krajac (2 episodi, 1961), interpretato da	John Beradino.
- Ben Kilreha (2 episodi, 1961-1962), interpretato da	Bernard Fein.
- agente Joe Bone (2 episodi, 1961-1962), interpretato da	Ted Knight.
- Lester Cook (2 episodi, 1961), interpretato da	Bern Hoffman.
- John Bernard (2 episodi, 1961-1962), interpretato da	Noah Keen.
- Grace (2 episodi, 1961), interpretata da	Catherine McLeod.
- Mike Kuttler (2 episodi, 1961), interpretato da	Lou Krugman.
- John Hurlie (2 episodi, 1961), interpretato da	Robert Karnes.
- Manny Sterns (2 episodi, 1961), interpretato da	Ray Walston.
- Medalie (2 episodi, 1961), interpretato da	Leonard Bell.

## Produzione
La serie fu prodotta da MGM Television e Vanadas Productions e girata negli studios della Metro-Goldwyn-Mayer a Culver City in California. Tra gli sceneggiatori Paul Monash (30 episodi, 1961-1962) che fu anche produttore esecutivo.
Tra i registi della serie sono accreditati John Peyser (2 episodi, 1961) e Boris Sagal (2 episodi, 1961).

## Distribuzione
La serie fu trasmessa negli Stati Uniti dal 1961 al 1962 sulla rete televisiva NBC.
Alcune delle uscite internazionali sono state:
- negli Stati Uniti il 19 settembre 1961 (Cain's Hundred)
- in Brasile (Cem homens marcados)
- in Francia (Les barons de la pègre)
- in Italia (Lotta senza quartiere)[5]
- in Spagna (Yo fui criminal)

## Episodi
| Stagione       | Episodi | Prima TV USA |
| -------------- | ------- | ------------ |
| Prima stagione | 30      | 1961-1962    |